# Заговор Юлия Цивилиса
«Заговор Юлия Цивилиса» (нидерл. De Samenzwering van Claudius Civilis, буквально — «Заговор Клавдия Цивилиса») — историческое полотно Рембрандта, самое крупное по размерам из всех его произведений (первоначальная ширина — более 5 метров).

## История
Картина должна была украсить Большую галерею в Новой ратуше Амстердама. Первоначально заказ был поручен бывшему ученику Рембрандта, Говарду Флинку, но тот умер, не успев его выполнить. В 1661 году заказ перешёл к Рембрандту. Рисунок, содержащий план всей картины, сделан в октябре этого года (находится в Мюнхене). Законченная картина, провисев непродолжительное время в ратуше, была по неизвестной причине возвращена художнику. В настоящее время от неё сохранился только центральный фрагмент (196 на 309 см), которым владеет Национальный музей Швеции.

## Описание
На картине в окружении единомышленников изображен одноглазый Юлий Цивилис, предводитель батавов, племени, которое населяло в древние времена нидерландские земли и считается предками голландцев. Цивилис призывает батавов к восстанию против римлян. Тацит (История, Книга IV, 14—15) описывает это событие так:

Цивилис пригласил в священную рощу знатных людей своего племени и самых решительных из простонародья, якобы для того, чтобы угостить их ужином. Когда под влиянием веселого ночного пира страсти их разгорелись, он начал говорить, — сперва повел речь о славе своего племени, потом об оскорблениях и насилиях, которые приходится сносить батавам под властью Рима. «Некогда мы были союзниками, — говорил Цивилис, — теперь с нами обращаются как с рабами… Поднимите же голову, оглянитесь окрест и перестаньте дрожать перед громкими названиями римских легионов…» Собравшиеся слушали Цивилиса с большим сочувствием, и он тут же связал их обрядами и заклятиями, полагающимися у варваров в таких случаях.
Именно тот момент, когда скрестив мечи и подняв чаши, батавы дают клятву, и изобразил на картине художник.